# العقر (يافع)

تعديل مصدري - تعديل

العقر هي إحدى قرى عزلة لبعوس بمديرية يافع التابعة لمحافظة لحج، بلغ تعداد سكانها 160 نسمة حسب تعداد اليمن لعام 2004.